# Агобард
Агобард (769—840) — архиепископ лионский (с 814 года).
Полемизировал против адопционистов и евреев; написал несколько сочинений о литургии и др.; опровергал некоторые суеверия, например мнение о произведении града и грома дурными людьми; восставал против судебных поединков. Выступал против поклонения иконам и против посвящения храмов святым.
Сочинения Агобарда изданы Папирием Массоном (фр., Пар., 1605) и Балюзом (П., 1666), а также у Миня в «Patrologia Latina» (т. 104).